# Toros de Nuevo Laredo
O Club de Básquetbol Profesional Toros de Nuevo Laredo é um clube esportivo do México que compete de forma profissional no basquetebol. Fundado em 2007, tem sua sede na cidade de Nuevo Laredo. 